# Tender Night...and seated.
『Tender Night…and seated.』（テンダー・ナイト・アンド・シーテッド）は、HOUND DOGが1998年12月19～23日に2か所（4公演）で行ったバラード・コンサートを収録したライブ・アルバム。

## 収録曲
全編曲：石川鉄男

### CD1
1. Hey!Brother　[5:54]
  - 『DREAMER』収録
2. No No My Darin'　[4:15]
  - 『across the rainbow』収録
3. 今夜ハートで　[4:19]
  - 『DREAMER』収録
4. AGAIN　[5:01]
  - 『LOVE』収録
5. 一日の長いLove Letter　[5:15]
  - 『RIVER』収録
6. September　[5:56]
  - 『across the rainbow』収録
7. ラスト・シーン　[5:57]
  - 『Spirits!』収録
8. Too Late…　[5:53]
  - 『BRIDGE』収録
9. BROTHER LOUIE　[5:37]
  - 『PARADISE LUNCH』収録
10. DRIFT AWAY　[4:50]
  - 『PARADISE LUNCH』収録
11. Across The Rainbow　[5:18]
  - 『across the rainbow』収録
12. Jのバラード　[4:51]
  - 『BRASH BOY』収録
13. 嵐の金曜日　[5:57]
  - 『Welcome to The Rock'n Roll Show』収録
14. 月明かり　[4:56]
  - 『ROCK ME』収録

### CD2
1. Tender Night Medly（Hot Line / Bad Boy Blues / DESTINY / STILL / Last Hero） [11:28]
2. FOREVER [4:52]
  - アルバム未収録
  - 作詞：大友康平
  - 作曲：八島順一

## ミュージシャン

### HOUND DOG
- 大友康平：リードボーカル
- 八島順一：ギター
- 西山毅：ギター
- 蓑輪単志：キーボード
- 鮫島秀樹：ベース
- 橋本章司：ドラム

### アディショナル・ミュージシャン
- 阿部剛：サックス、フルート、パーカッション
- メロディー・セクストン：バッキング・ボーカル
- ディー・ライト：同
- ゲイリー・アドキンス：同
- 西川八重：バイオリン
- 片岡美紀：同
- 小久保さやか：ビオラ
- 橋本歩：チェロ